# Plácido Arango Arias
Plácido Arango Arias   (Tampico, 1931 - Madrid, 17 de febrer de 2020) fou un empresari mexicà establert a Espanya, cofundador de la cadena de supermercats Aurrerá, juntament amb els seus dos germans, Manuel i Jerónimo.

## Biografia
Nascut en 1930, era fill d'un emigrant asturià, Jerónimo Arango Díaz.
Va tornar a Espanya en 1965 i va fundar els primers supermercats a Espanya, marca Aurrerá. Després de vendre'ls en 1975 els anys setanta a Galerías Preciados va fundar la cadena de restaurants-botigues Vips. Ambdues marques provenen de les fundades a Mèxic amb els seus germans.
Amb més de 200 establiments, a principis dels 2000 va vendre part del seu negoci a Goldman Sachs que va adquirir 30% de Sigla SA.
Durant la seva presidència de la Fundació Príncep d'Astúries van ser premiats entre altres Iàsser Arafat al costat d'Isaac Rabin, Nelson Mandela, Liz Taylor, l'atleta Serguei Bubka i l'arquitecte brasiler Oscar Niemeyer.
Vivia retirat a Valdemorillo, on continuava dedicant la seva vida a l'art i la cultura. El 2005 va cedir la direcció de les seves empreses al seu fill Plácido. Va donar o prestar diverses obres de la seva col·lecció de quadres i escultures al Museu de Belles Arts d'Astúries. La seva col·lecció compta amb més de 300 creacions, incloent obres de Goya, Ribera, Murillo i Zurbarán.
Va estar casat amb Teresa García-Urtiaga i tenia dos fills; Plácido i Francisco Arango García-Urtiaga, i una filla.